# Otto Falkenberg
Otto Gabriel Grubbe Dietrichson Falkenberg (Stjørdal, 9 de janeiro de 1885 — Oslo, 21 de julho de 1977) foi um velejador norueguês, campeão olímpico. Ele competiu nos Jogos Olímpicos de Verão de 1920 na classe 10 Metre e conquistou a medalha de ouro na disputa realizada segundo as regras de 1919 a bordo do Mosk II com Charles Arentz, Robert Giertsen, Willy Gilbert, Halfdan Schjøtt, Trygve Schjøtt e Arne Sejersted.
Ainda jovem, Falkenberg trabalhou como marinheiro em um navio da Cunard Line, cuja rota era para a cidade de Nova Iorque. Mais tarde, ele foi, dentre outras coisas, funcionário de uma casa comercial em Dunquerque, contador da empresa de ônibus Schøyens Bilcentraler de Oslo e corretor de imóveis. Em 1947, após o fim da ocupação alemã da Noruega, ele foi condenado a três anos de trabalhos forçados por colaboração, recebeu multas e perdeu sua licença de corretor.